# جریان جنیحات
جریان جنیحات یک منطقهٔ مسکونی در قطر است که در شهرداری الضعاین واقع شده‌است. جریان جنیحات ۹٫۰ کیلومتر مربع مساحت دارد ۱۷ متر بالاتر از سطح دریا واقع شده‌است.